# Градска управа града Београда
Градска управа града Београда представља јединствен орган града Београда и обавља управне послове у оквиру права и дужности Града Београда и одређене стручне послове за потребе Скупштине града, градоначелника и Градског већа.
Градска управа образује се као јединствен орган који врши изворне послове Града Београда утврђене Уставом, законом и Статутом Града Београда, као и законом поверене послове државне управе. Градску управу чине секретаријати и посебне организационе јединице.
Локације на која се налази су Трг Николе Пашића 6, 27. марта 43-45, Краљеице Марије 1, Макензијева 31, Тиршова 1, Трг републике 3 и у Карађорђевој улици 1.

## Надлежности
Градска управа града Београда учествује у планирању и обликовању послова града :
Прати стање у областима из свог делокруга, поручава последице утврђеног стања и зависно од надлежности, предузима мере или предлаже скупштини града, градоначелнику и градском већу, доноси прописе и предузима друге мере :
- Извршава законе и друге опште акте: доноси, односно предлаже доношење прописа када је на то законом овлашћена, решава у управним стварима и предузима управне радње када јој је то законом поверено, води евиденције и издаје јавне исправе на основу евиденција које води
- Решава у управним стварима
- Инспекцијским надзором испитује се спровођење закона и других прописа непосредним увидом у пословање и поступање правних и физичких лица
- Прати рад органа градске општине и врши надзор над актима градске општине
- Стара се о раду јавних служби чији је оснивач град :
- Подстиче и усмерава развојне послове према плановима органа града.[1]

У оквиру Градске управе за обављање изворних послова образују се Секретаријати са својим унутрашњим организационим јединицама (који се образују за обављање изворних послова града и послова државне управе који су законом поверени граду) и посебне организационе јединице. Начелник Градске управе распоређује службенике, осим службеника на положају, и намештенике у Градској управи. Изван организационих јединица у Градској управи постављају се помоћници градоначелника.
Организација и рад Градске управе уређује се Одлуком о Градској управи коју доноси Скупштина града на предлог Градског већа. Акт о организацији и систематизацији радних места у Градској управи припрема начелник Градске управе и доставља га Градском већу на усвајање, у складу са законом.

## Секретаријати
Градску управу града Београда чине кабинет градоначелника и председника Скупштине града, као и следећи секретаријати : 
- Секретаријат за управу
- Секретаријат за финансије
- Секретаријат за јавне приходе
- Секретаријат за урбанизам и грађевинске послове
- Секретаријат за послове озакоњења објеката
- Секретаријат за имовинске и правне послове
- Секретаријат за саобраћај
- Секретаријат за јавни превоз
- Секретаријат за комуналне и стамбене послове
- Секретаријат за енергетику
- Секретаријат за образовање и дечју заштиту
- Секретаријат за заштиту животне средине
- Секретаријат за пољопривреду
- Секретаријат за привреду
- Секретаријат за културу
- Секретаријат за спорт и омладину
- Секретаријат за здравство
- Секретаријат за социјалну заштиту
- Секретаријат за инспекцију, надзор и комуникацију
- Секретаријат за скупштинске послове и прописе
- Секретаријат за информисање
- Секретаријат за послове одбране, ванредних ситуација и координацију
- Секретаријат за опште послове
- Секретаријат за послове начелника Градске управе
- Секретаријат за инвестиције

За обављање послова који представљају заокружену целину унутар секретаријата, образују се сектори, одељења, одсеци и групе.